# Кроакс о Мен
Кроакс о Мен (фр. Croix-aux-Mines) насеље је и општина у североисточној Француској у региону Лорена, у департману Вогези која припада префектури Сен Дије де Вогез.
По подацима из 2011. године у општини је живело 552 становника, а густина насељености је износила 32,86 становника/km². Општина се простире на површини од 16,8 km². Налази се на средњој надморској висини од 525 метара (максималној 1.130 m, а минималној 460 m m).

## Демографија
| 1962. | 1968. | 1975. | 1982. | 1990. | 1999. | 2011. |
| ----- | ----- | ----- | ----- | ----- | ----- | ----- |
| 726   | 696   | 738   | 591   | 569   | 575   | 552   |

График промене броја становника у току последњих година